# Селянская Слобода
Селя́нская Слобода́ (укр. Селя́нська Слобода́, бывш. Чернеча) — село Черниговского района Черниговской области Украины. Население 258 человек.
Код КОАТУУ: 7425587702. Почтовый индекс: 15517. Телефонный код: +380 462.
Протекает река Руда.

## Власть
Орган местного самоуправления — Рудковский сельский совет. Почтовый адрес: 15514, Черниговская обл., Черниговский р-н, с. Рудка, ул. Победы (Перемоги), 7.